# Xíkhara

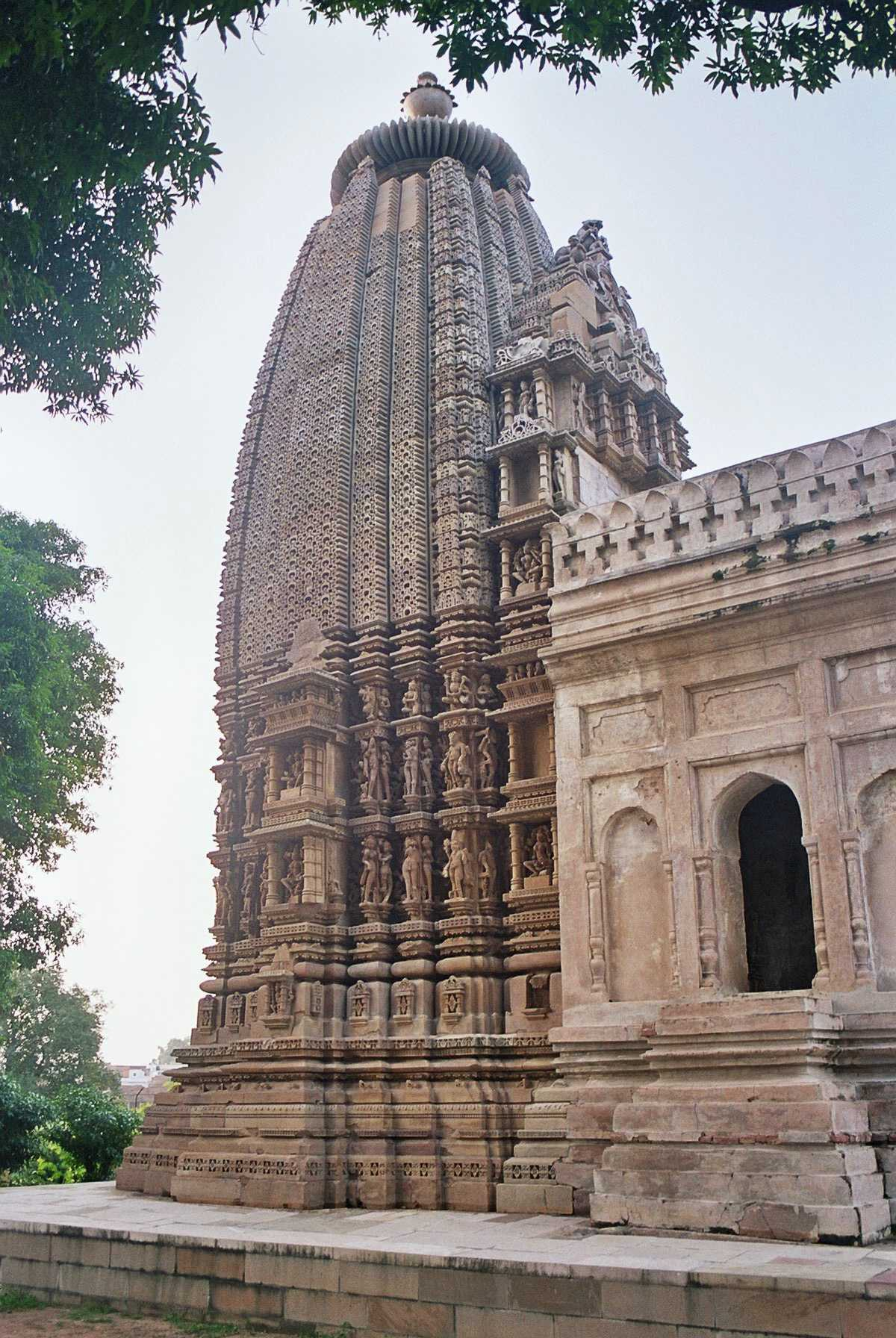
Xíkhara en Khajuraho.

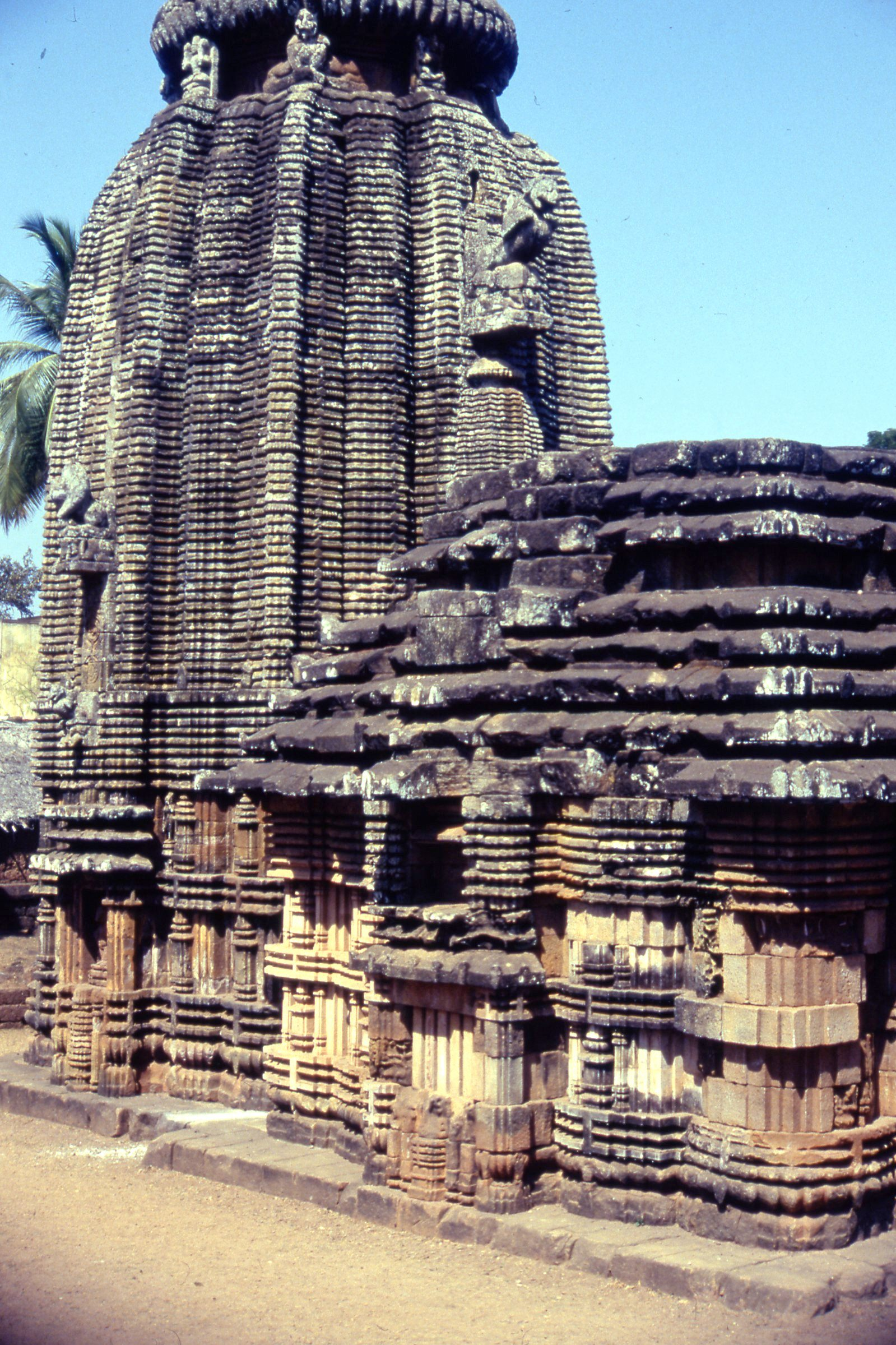
Vista lateral d'un xíkhara en un temple provinent de l'estat d'Orissa

Xíkhara(en sànscrit शिखर śikhara, «pic») és la denominació donada a una forma de mandir o temple típic de l'Índia septentrional, també conegut com a nāgara.
Encara que pròpiament la denominació xíkhara correspon a la coberta o «teulada» principal que cobreix el «sancta sanctorum» dels temples hinduistes al nord de l'Índia, la paraula sovint s'usa per a referir-se a tot temple que tingui una coberta amb tal estructura.

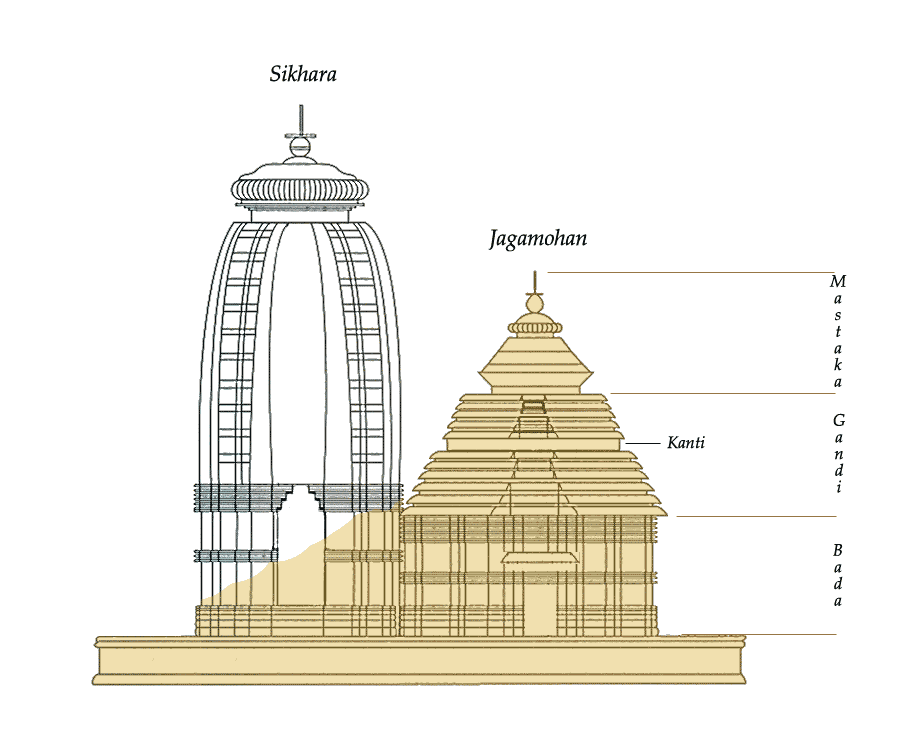
Plànol que mostra, en secció perfilada la forma típica d'un xíkhara, en aquest cas el derruït, que posseïa el temple de Konark.

Les cobertes en xíkhara sorgeixen a partir del període postgupta cap al segle vii .

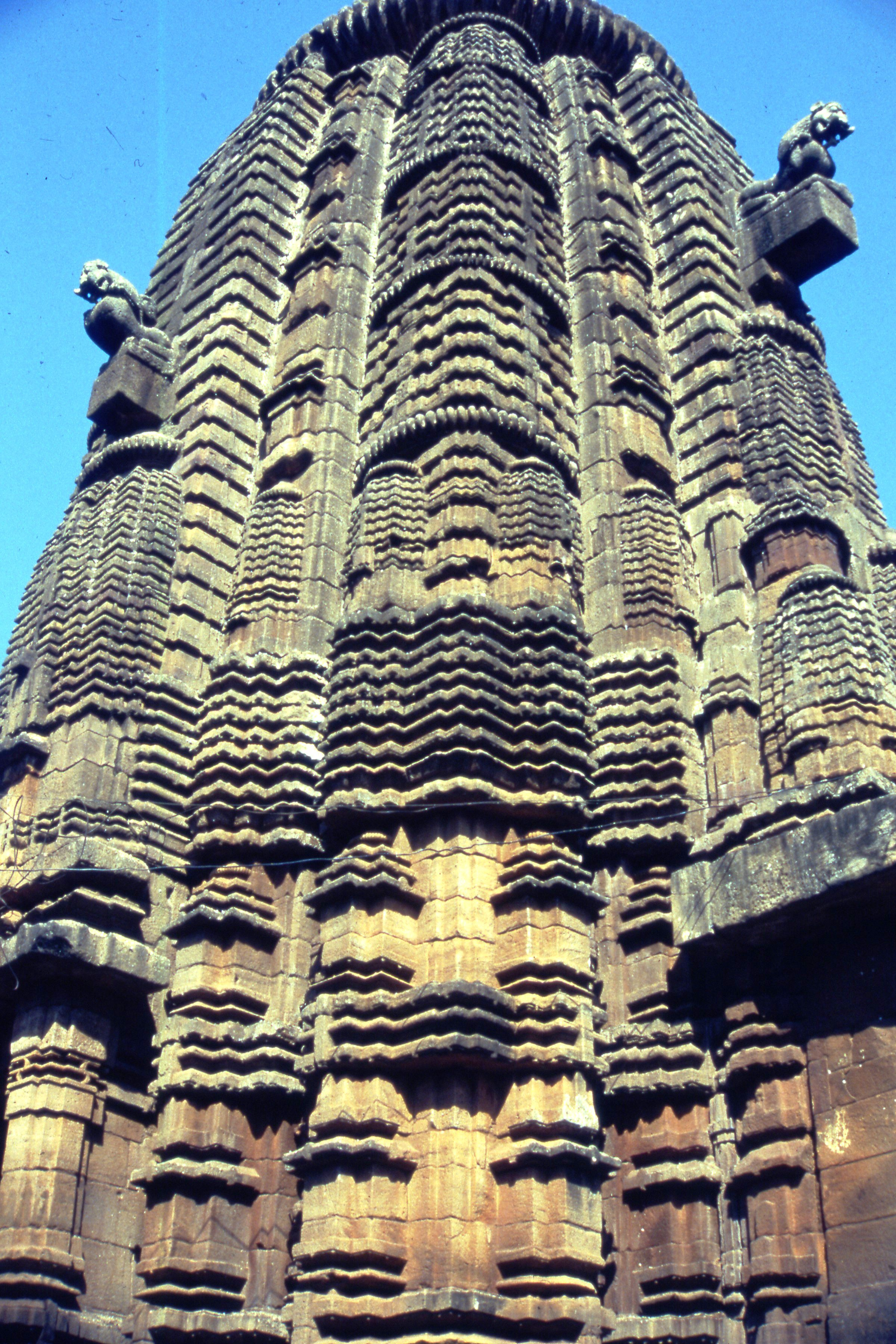
Vista en contrapicat d'un xíkhara en un temple de l'estat d'Orisssa

Aquestes estructures s'originen en teulades disposades en forma de con, per això l'assemblatge sovint té forma de cistella. Més endavant, llur arquitectura ha evolucionat fins a la forma campaniforme (forma de campana molt alta i estreta), çò és, s'eleva i s'encorba progressivament en arestes curvilínies constituint un gran con la superfície del qual sol estar recoberta per una traceria d'arc conopial denominada drashala que sol imitar a plantes enfiladisses. Tradicionalment, en el seu cim es troba un tambor circular (griva) rematat o sobremuntat per un āmalaka, pedra circular amb forma de coixí. L'āmalaka sol estar rematat pel kalasa, una peça simbòlica com a got ritual o calze que es col·loca quan es consagra el temple.
L'estructura més característica d'un xíkhara es compon de petits pisos aparents que formen una sort de reticulat semblant a una bresca d'abelles. Tals pisos solen estar profusament adornats amb escultures simbòliques.
Una variant al disseny típic és l'afegit a, cada costat del xíkhara, d'agulles.
A més de les torres afusades i convexes hi ha tipus rectilinis i més petits, generalment usats sobre els salons «mandapa» dels temples.
A l'Índia meridional s'hi troben construccions comparables, les vimanam que, malgrat les aparences, han de diferenciar-se de les portes-torres anomenades gopuram.